# Grand Tour
Az országúti kerékpározásban Grand Tournak a három legfontosabb versenyt, a Giro d' Italiát, a Tour de France-t és a Vuelta de Españát nevezik. A három verseny közös jellemzője, hogy az UCI, a Nemzetközi Kerékpáros-szövetség által rendezett World Tour sorozatban, amely a legfontosabb, legrangosabb versenyekből áll össze, mindössze ennek a három versenynek a hossza haladhatja meg a két hetet: mindegyik verseny három hetes. A versenyek kiemelkedő jelentőségét mutatja, hogy a Grand Tour-ok megnyerése jóval több világranglista-pont megszerzését jelenti, mint bármilyen más versenyé, ideértve a világbajnokságot és az olimpiát is. A három verseny közül a Tour de France még külön kiemelkedik, számos versenyző és néző számára a Tour de France-on szerzett győzelem nagyobb teljesítmény, mint az olimpiát megnyerni. 
A három háromhetes versenyt csak a férfiaknak rendezik meg, nőknek ilyen hosszúságú verseny jelenleg nem létezik. A három verseny közül a Giro d' Italiát májusban, a Tour de France-t júliusban, a Vueltát pedig augusztus végén-szeptember elején rendezik meg hagyományosan. 
A Grand Tourokon való indulás jellemzően az összetett győzelemért harcoló kerékpárosoknak az adott év csúcspontját jelentik, mely az egész éves felkészülést meghatározza. Bár több versenyző megnyerte mind a három Grand Tour-t, olyan még soha nem fordult elő - és rendkívül kicsi a valószínűsége, hogy valaha is meg fog - hogy egy versenyző egyazon évben nyerje meg mindhárom versenyt.